# Mesa de Jugurta
La Mesa de  Jugurta  es un gran mesa junto a la ciudad de Kalaat es Senam, en Túnez, que está casi a 600 metros  por encima de la llanura del Ez-Zghalma  de 1500 m de largo y 500 m  de ancho, y cubre un área total de casi 80   hectáreas.
La Mesa  es unta estructura geológica conocida como un relieve invertido.  Hace millones de años, la parte superior de caliza dura de la mesa era de hecho el fondo de un valle. A lo largo de  los años los cerros circundantes más blandos fueron desgastado por la  erosión, dejando la Mesa que era el punto más bajo , como el más alto sobre la  llanura. El agua potable local proviene del manantial Ain Senan en el borde de la Mesa de  Jugurta

## Historia
La mesa ha sido utilizada como sitio fortificado  a lo largo del tiempo , cuando su altura proporcionaba una clara ventaja  a los  defensores del lugar  y las paredes escarpadas de la roca dificultaban  el ascenso a los atacantes.
La leyenda señala  que  Masinisa, el primer rey de Numidia, construyó  la primera fortaleza allí alrededor 200 a. C[La cita necesitada]
Alrededor del 112 al 105 a. C., el rey Jugurta de Numidia usó la mesa para mantener a raya a las legiones romanas en su larga guerra con ellas. Los acantilados más altos de la mesa todavía muestran signos de los pasos que sus soldados cincelaron en la escarpada roca para llegar a la cima.                                .
En el siglo XVIII, la fortaleza fue reconstruida por un líder local Senan, un rebelde cuya larga resistencia a las tropas del Bey de Túnez dio nombre a la ciudad y la zona. [cita requerida]

## Galería

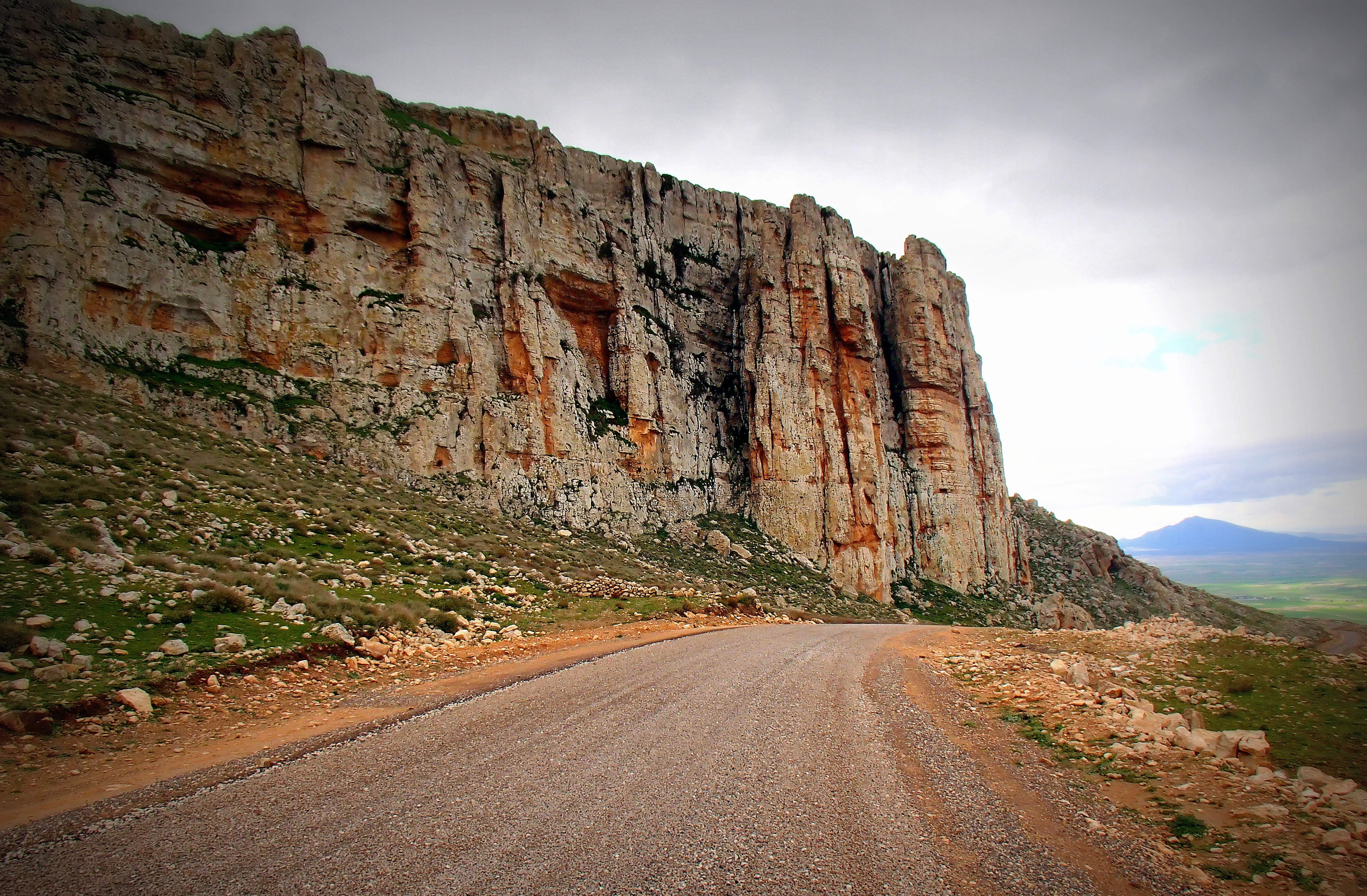
Panorama de la Mesa de Jugurta
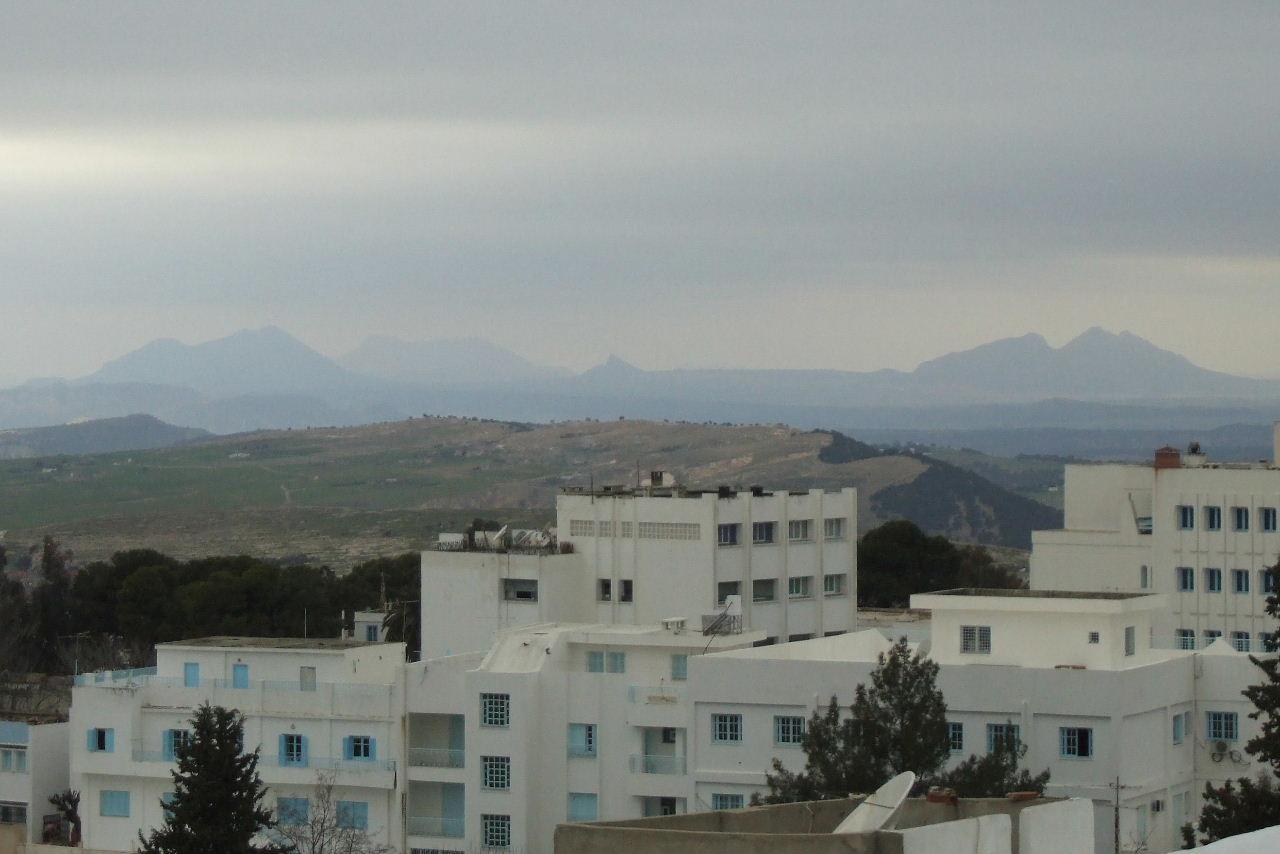
Vista de la  mesa desde cerca de  El Kef
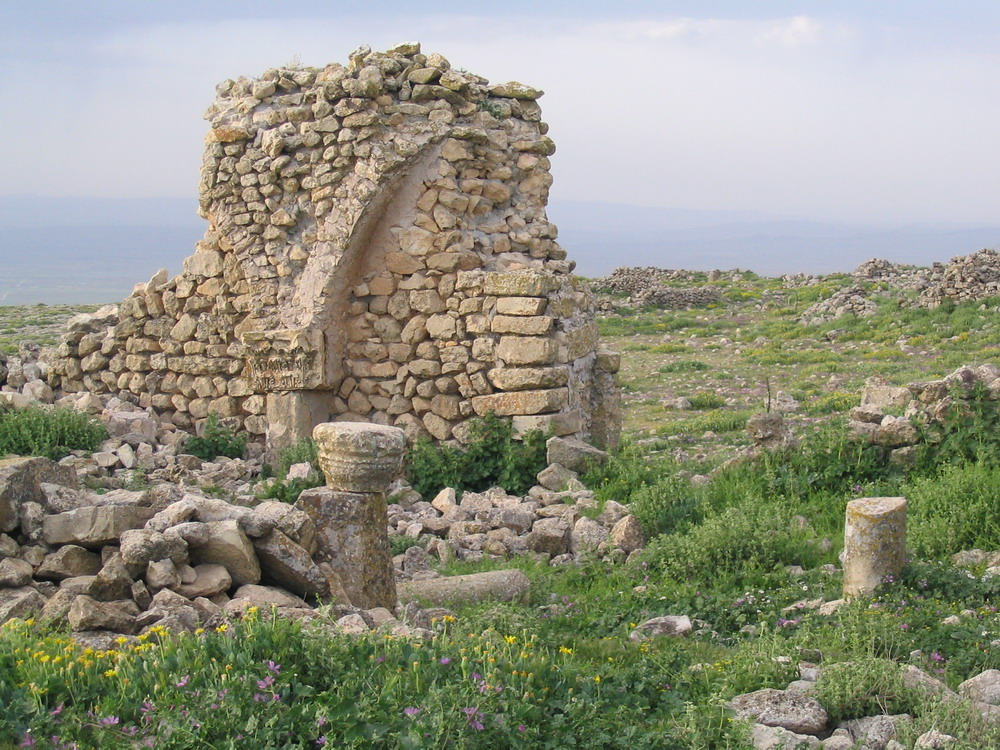
Ruinas en la parte alta de la Mesa
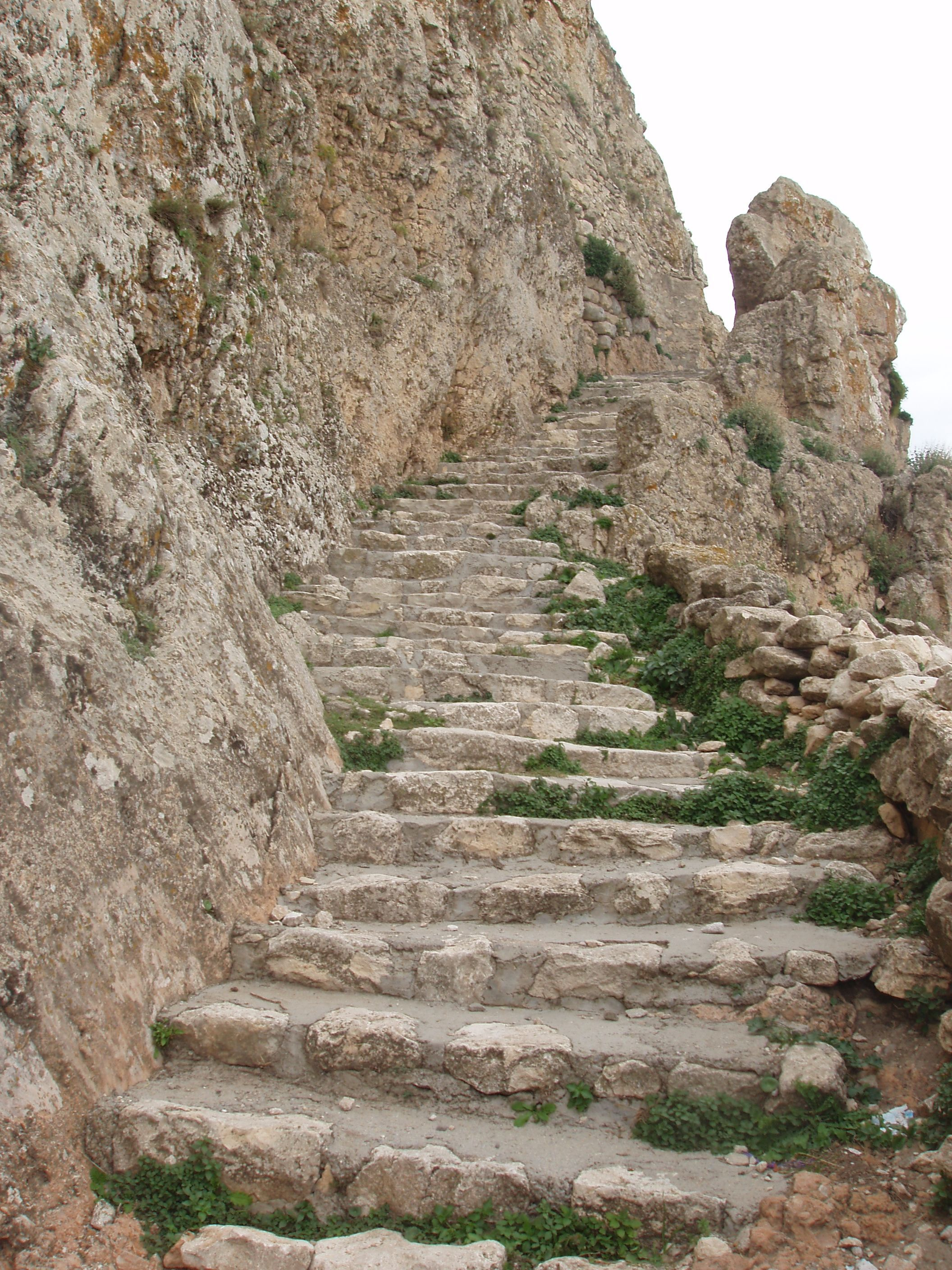
Escaleras para subir a lo alto de  la Mesa
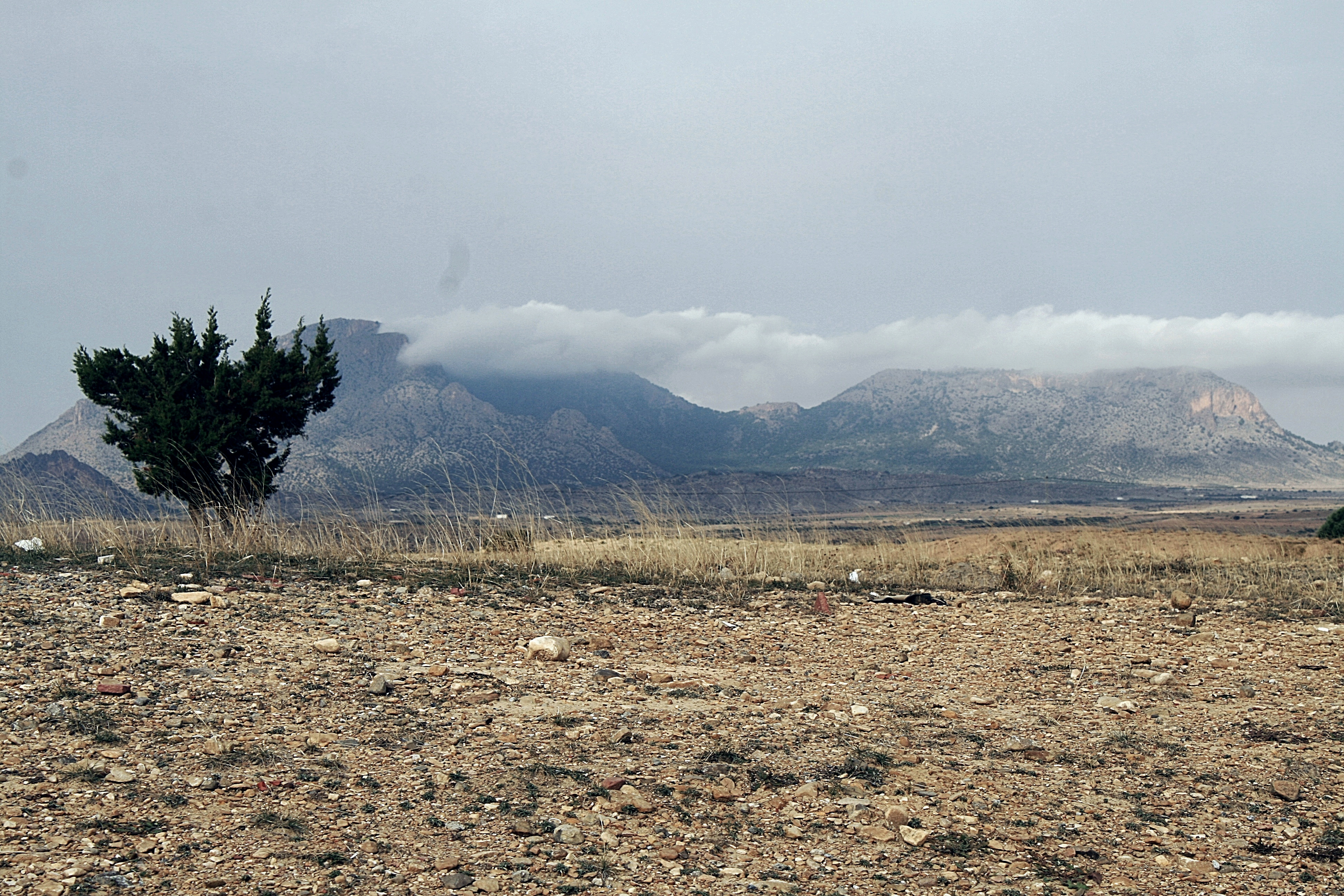
La Mesa desde El Kef